# Chiesa di San Giovanni Crisostomo (Roma)

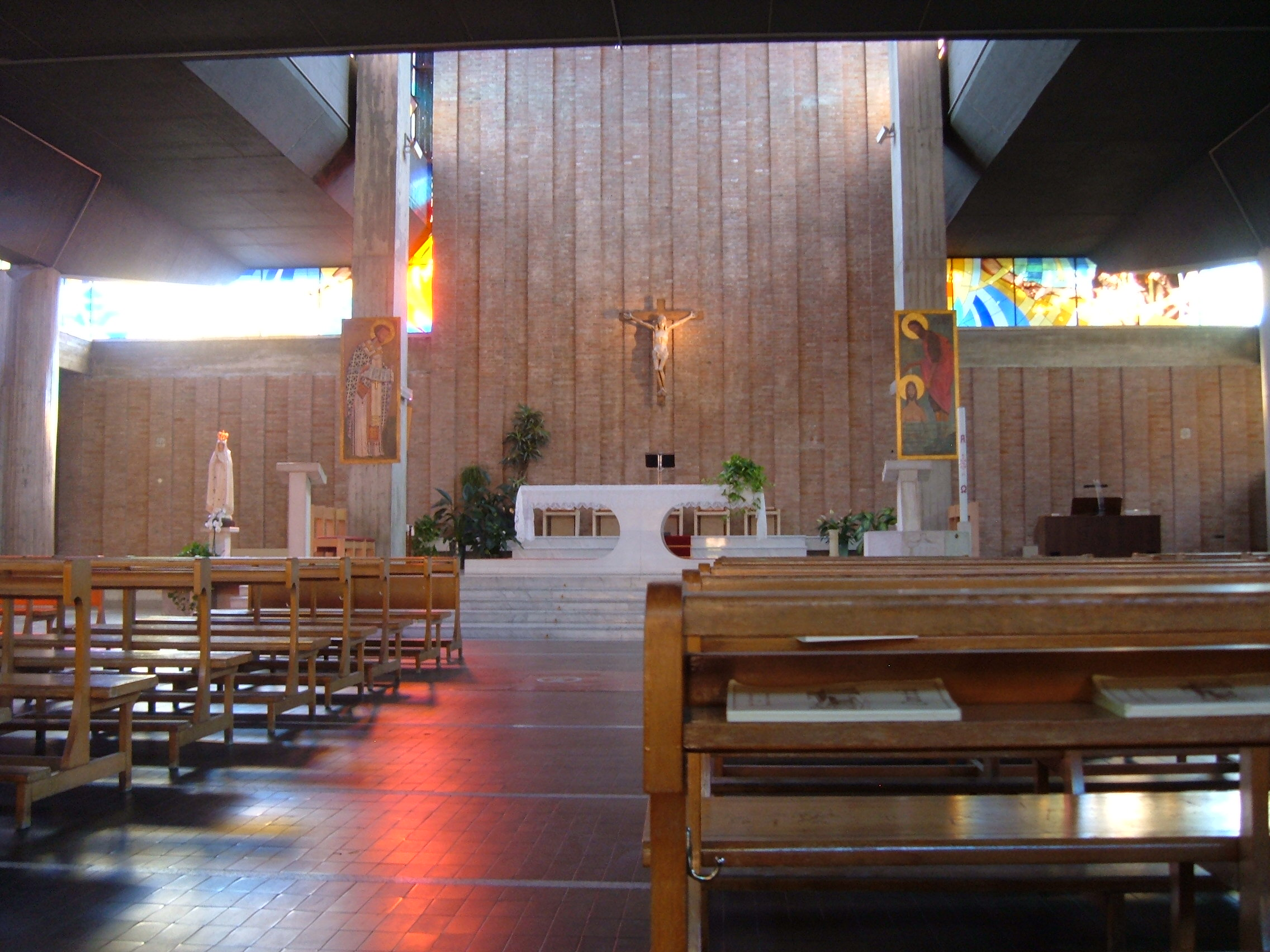
L'interno della chiesa

La chiesa di San Giovanni Crisostomo è una chiesa di Roma, nel quartiere Monte Sacro Alto, in via Emilio De Marchi, traversa di via Nomentana.

## Storia
Essa fu costruita tra il 1968 ed 1969 su progetto degli architetti Ennio Canino e Viviana Rizzi: è stata consacrata il 16 febbraio 1969.
La chiesa è sede parrocchiale, istituita il 15 gennaio 1964 dal cardinale vicario Clemente Micara con il decreto Quo aptius. Ed è sede del titolo cardinalizio di "San Giovanni Crisostomo a Monte Sacro Alto", istituito da papa Paolo VI il 26 aprile 1969.
In fondo alla chiesa è murata una lapide che ricorda le visite di due papi: papa Paolo VI il 16 marzo 1969 e papa Giovanni Paolo II il 25 marzo 1990.

## Descrizione
All'esterno la chiesa si presenta con una grande tettoia di cemento sorretta da un pilastro che copre l'ingresso, sormontata da una croce. Sopra l'entrata lo stemma in maiolica di Paolo VI.
L'interno, molto semplice, a cemento a vista, è scandito da vetrate policrome che danno luce all'aula liturgica: in esse sono raffigurati i diversi momenti del racconto biblico della creazione; nei pressi del presbiterio è raffigurata la Creazione dell'uomo che richiama quella di Michelangelo nella volta della Cappella Sistina. Sempre nella zona del presbiterio, su due alte colonne di cemento, sono affisse due icone moderne realizzate dall'artista Mauro Magni: in una è raffigurato il santo titolare della chiesa, il teologo del IV secolo Giovanni Crisostomo; nella seconda è raffigurato il Battesimo di Gesù: nei pressi infatti è il fonte battesimale
All'ingresso della chiesa sono collocate due cappelle laterali: a destra la cappella del Santissimo Sacramento chiusa da una vetrata; a sinistra la cappella della Confessione, che accoglie una statua lignea della Madonna col Bambino.